# کلاه‌قرمزی
کلاه‌قرمزی نام شخصیت عروسکی ایرانی است که توسط ایرج طهماسب و حمید جبلی خلق و توسط مرضیه محبوب طراحی و ساخته شده است. فیلم‌های ساخته‌شده براساس این شخصیت از پرفروش‌ترین و پربیننده‌ترین فیلم‌های تاریخ سینمای ایران است. کلاه‌قرمزی با نزدیک به ۳ دهه فعالیت در عرصهٔ سینما و تلویزیون، از یک عروسک به پدیده‌ای فرهنگی تبدیل شد که توانست مخاطبان بسیاری در بین نسل‌های گوناگون به‌ویژه متولدین دههٔ ۱۳۶۰ بیابد.
کلاه‌قرمزی نخستین بار در مجموعه‌ای تلویزیونی به نام سقائک و شانه‌به‌سر دانا در سال ۱۳۶۰ و سپس با ظاهری جدید در برنامه جغجغه و فرفره ظاهر شد که در ابتدای دههٔ ۱۳۷۰ پخش می‌شد و سپس سه فیلم سینمایی کلاه‌قرمزی و پسرخاله (۱۳۷۳)، کلاه‌قرمزی و سروناز (۱۳۸۱) و کلاه‌قرمزی و بچه‌ننه (۱۳۹۱) بر اساس این شخصیت ساخته‌شدند. در این فاصله کلاه‌قرمزی در یک مجموعه چهار قسمتی با نام کلاه قرمزی در فرنگ (۱۳۸۵) در شبکه نمایش خانگی حضور پیدا کرد.
کلاه‌قرمزی از سال ۱۳۸۸ با همراهی چندین عروسک دیگر در قالب جُنگ نوروزی دوباره به تلویزیون راه یافت و در آن سال پرمخاطب‌ترین برنامهٔ نوروزی شد. برنامه‌های نوروزی کلاه‌قرمزی از سال ۱۳۸۸ تا ۱۳۹۷ ادامه داشت و هر سال نیز شخصیت‌های عروسکی جدیدی به این مجموعه اضافه می‌شدند. بازپخش‌های مجموعه کلاه‌قرمزی علاوه بر نوروز در عیدهای دیگر مانند عید فطر، عید مبعث، عید قربان و همچنین در مناسبت‌های دیگر مانند روز مادر و نیمه شعبان از تلویزیون ایران پخش شدند.
با این حال هرساله اختلافاتی میان سازندگان اثر و مدیران صدا و سیمای جمهوری اسلامی ایران باعث عدم پخش یا به تعویق افتادن زمان پخش مجموعه کلاه‌قرمزی شده است و به این دلیل در سال‌های ۱۳۹۵، ۱۳۹۶ و ۱۳۹۸، با وجود ساخت و تولید مجموعه، از صدا و سیمای جمهوری اسلامی ایران پخش نشده است.

## زندگی‌نامه

### روایت مجموعه تلویزیونیصندوق پست
کلاه‌قرمزی شاگرد کفاشی است که در یکی از قسمت‌های برنامه به‌عنوان مهمان در برنامه حضور پیدا کرده‌بود و کفش‌های آقای مجری را که واکس زده بود برای وی آورده‌بود. اما او که پسری بازیگوش، شروشور اما خوش‌قلب است که بلد نیست درست حرف بزند، به‌طوری‌که با صدایی عجیب و با تلفظ اشتباه کلمات، مدام آب دهانش را روی صورت آقای مجری می‌ریخت. با سماجت در برنامه می‌مانَد و حضورش را در برنامه تثبیت می‌کند.

### روایت فیلم سینمایی
کلاه‌قرمزی که در شهرستان زندگی می‌کند کودکی است که از مدرسه اخراج شده و از ادامهٔ تحصیل بازمانده است. پس از این که به چند کار دست می‌زند و در همه‌شان ناموفق است، او که تنها مانده است، با دیدن اتفاقی آقای مجری در تلویزیون داخل ویترین یک مغازه و شنیدن حرف‌های محبت‌آمیز از او راهی تهران می‌شود که «همکار مجری» شود. اما آقای مجری او را جدی نمی‌گیرد و طردش می‌کند. او ساعت‌ها و روزها در خیابان‌ها سرگردان می‌شود تا در نهایت با سماجت دل آقای مجری را نرم می‌کند و همکار مجری می‌شود.

## تاریخچه
کلاه‌قرمزی در ابتدا یک مورچهٔ عروسکی بود که در سال ۱۳۶۰ از آن در برنامهٔ «سقائک و شانه‌به‌سر دانا» به کارگردانی ایرج طهماسب استفاده می‌شد و سازندهٔ آن مسعود صادقیان بروجنی بود. صادقیان سابقهٔ ساخت عروسک‌های برنامه‌های هادی و هدی، مدرسهٔ موش‌ها و السون و ولسون را نیز در کارنامهٔ خود دارد.
چند سال بعد از برنامهٔ سقائک و شانه‌به‌سر دانا، در سال ۱۳۷۲ برای ساخت برنامهٔ جغجغه و فرفره این عروسک از آرشیو بیرون کشیده شده و با ایجاد تغییراتی توسط مرضیه محبوب به کلاه‌قرمزی اولیه تبدیل گشت.
کلاه‌قرمزی قرار بود فقط در یکی از قسمت‌های این برنامه و به‌عنوان مهمان و به‌عنوان پسری بازیگوش و یک شاگرد کفاش حضور داشته‌باشد که بلد نیست درست حرف بزند، به‌طوری‌که با صدایی عجیب و با تلفظ اشتباه کلمات، مدام آب دهانش را روی صورت آقای مجری (یا به قول خودش "آقای مُرجی") می‌ریخت. او به‌عنوان مهمان در برنامه حضور پیدا کرده بود و کفش‌های آقای مجری را که واکس زده بود برای او آورده بود، اما به دلیل استقبال بی‌نظیر مخاطبان از همان یک قسمت، تبدیل به عضو ثابت این برنامه شد به‌طوری‌که نام برنامه از «جغجغه و فرفره» به «کلاه‌قرمزی و جغجغه و فرفره» تغییر کرد. رفته‌رفته شکل عروسک و صدایش هم تغییر کرد و تبدیل به شخصیت کنونی‌اش شد. آن برنامه در سال بعد به برنامهٔ صندوق پست منتهی شد و شخصیت‌های دیگری هم در آن معرفی شدند. با این وجود، با وجودی که آن برنامه عروسک‌های دیگری مثل گلابی، ژولی‌پولی و… هم داشت ولی این کلاه‌قرمزی پر شروشور اما خوش‌قلب بود که با بازیگوشی‌ها، بدحرف‌زدن‌ها و حتی دروغ‌های معصومانه‌اش توانست به حیات خود ادامه دهد و حتی پایش را به سینما باز کند. کلاه‌قرمزی که مهمان برنامه بود آرام‌آرام صاحب‌خانه شد و پس از تغییر نام برنامه در دوره‌های بعدی‌اش به نام او، از سال ۱۳۸۸ و با شروع دورهٔ جدید بازگشتش به تلویزیون کم‌کم با آوردن همهٔ فک و فامیل‌ها و حتی حیواناتشان از روستا، خانواده‌اش را گسترده‌تر کرد.

### بازگشت دوباره
پس از سال‌ها دوری از تلویزیون کلاه‌قرمزی در نوروز سال ۱۳۸۸ در قالب ویژه‌برنامهٔ نوروزی و به همراه عروسک‌های دیگر بار دیگر به صفحهٔ تلویزیون بازگشت و توانست پرمخاطب‌ترین برنامهٔ تلویزیون آن سال شود.
پس از آن اما هر سال تا سال ۹۷ (این برنامه از سال ۹۸ به خاطر مشکل عوامل با صدا و سیما دیگر ساخته نمی‌شود) (به جز سال ۱۳۸۹ و ۱۳۹۵ و ۱۳۹۶) پخش این برنامهٔ نوروزی با اما و اگرهای فراوان همراه می‌شود، برای مثال تابستان سال ۱۳۹۱ ناگهان شایع شد که شخصیت جیگر ممنوع‌التصویر شده است اما این شخصیت عروسکی در نوروز ۱۳۹۲ دوباره در تلویزیون نمایش داده شد.
از شخصیت‌های دیگر می‌توان به: آقای همساده، فامیل دور، دوره، خانم بزرگ، دختر همسایه، دیوی، گابی، ببعی، پسرعمه‌زا، عزیزم ببخشید اشاره کرد که بعضاً محبوبیتشان بیشتر از کلاه‌قرمزی بوده است.
اما در سال ۱۴۰۱ ساخت این برنامه احراز نشد و ایرج طهماسب تصمیم ساخت مهمونی را گرفت که حمید جبلی صداپیشه اصلی مجموعه‌های طهماسب در برنامه حضور نداشت به این علت که با او همکاری‌های متعددی داشته است.

## ویژگی‌ها

### ویژگی‌های ظاهری
کلاه‌قرمزی پسری با موهای مشکی و بلوزی آبی رنگ با راه‌راه‌های سفید افقی است. او کلاهی قرمز به سر دارد و رنگ شلوارش سبز است و چکمه‌هایی به رنگ قرمز به پا دارد. رنگ چشم‌های کلاه‌قرمزی با هم تفاوت دارند. به‌طوری‌که یکی از چشم‌هایش سبز و دیگری آبی است.

### ویژگی‌های شخصیتی
کلاه‌قرمزی پسری است پر شروشور، بازیگوش و تنبل اما خوش‌قلب با دروغ‌هایی معصومانه که در تلفظ درست کلمات مشکل دارد.
جدا از تغییراتی که در طول زمان در عروسک این شخصیت و شکل ظاهری‌اش ایجاد شده، در شخصیت کلاه‌قرمزی هم تغییراتی ایجاد شده است. کلاه‌قرمزی در روزهای اولی که به تلویزیون آمد نه‌تنها نمی‌توانست درست صحبت کند، بلکه حتی وقتی صحبت می‌کرد می‌آمد جلو و خودش را می‌چسباند به سینهٔ آقای مجری و خیره می‌شد به چشم‌های او و در همین حالت هنگام حرف‌زدن آب دهانش را هم ناخواسته به صورت آقای مجری می‌پاشاند و او را مجبور می‌کرد تا مدام از کلاه‌قرمزی فاصله بگیرد. اما به مرور زمان شخصیت او بزرگ می‌شود، حرف‌زدنش کم‌کم مفهوم می‌شود و حتی شلنگ‌تخته‌اندازی‌هایش نیز کم می‌شود.
دنیا فنی‌زاده، عروسک‌گردان این شخصیت که از ابتدا همراه آن بود در این باره معتقد بود، کلاه‌قرمزی دههٔ ۱۳۹۰ هنوز همان کلاه‌قرمزی دههٔ ۱۳۷۰ است و تنها خلق و خویش امروزی‌تر شده است. با این وجود او معتقد است که طی ۲۰ سالی که از عمر این شخصیت گذشته، کلاه‌قرمزی تفاوت‌های بسیاری کرده. به باور او این شخصیت دیگر بزرگ شده اما خصلت‌های خوب خود را از دست نداده است، بلکه یک سری از اخلاق‌های او که مختص دوران کودکی‌اش بود از دست داده؛ به‌عنوان مثال دیگر آقای مجری حرف‌های او می‌فهمد و دیگر نیازی به ترجمهٔ حرف‌های او نیست. به باور او کلاه‌قرمزی در این سال‌ها یادگرفته که درست حرف بزند و بعضی از رفتارهای خود را کنترل کند.
او که هنوز مثل همان روز اول عاشقانه این شخصیت را دوست داشت معتقد بود با وجود این ثبات در شخصیت کلاه‌قرمزی، اما بنا به گذشت زمان و تغییر شرایط، با توجه به این که جنس دیالوگ‌های کلاه‌قرمزی روزآمد شده، او نیز در نوع نگاهش به او این تغییر را در نظر داشت زیرا از نظر او خیلی از حرف‌های آن سال‌ها برای کودک امروز ناشناخته است و به همین دلیل دیگر جایی در بیان کلاه‌قرمزی نیز نداشتند (دنیا فنی‌زاده عروسک‌گردان کلاه قرمزی هشتم دی سال نود و پنج به دلیل بیماری سرطان جان خود را از دست داد)

### تغییرات عروسک در طول زمان
مرضیه محبوب، طراح عروسک‌های مجموعهٔ کلاه‌قرمزی می‌گوید که از آن‌جا که این عروسک را با دست ساخته و هر کدام از یک تکه اسفنج شکل گرفته‌اند، طبیعی است که در گذر زمان و با بازسازی عروسک دچار تغییر بشوند.
او منکر بزرگ‌ترشدن شخصیت کلاه‌قرمزی در طول زمان می‌شود و معتقد است عروسک‌ها هیچ‌وقت نه بزرگ می‌شوند و نه پیر. به عقیدهٔ این عروسک‌ساز یک عروسک اگر کودک خلق شود تا آخر عمر کودک می‌مانَد و اگر پیر به دنیا بیاید تا پایان زندگی‌اش پیر خواهد بود. با این حال او معتقد است از آن‌جا که همهٔ احساس و عاطفهٔ سازندهٔ عروسک به همراه این عروسک‌هاست و باری از زندگی‌اش روی دوش آن‌ها قرار گرفته است، شاید کلاه‌قرمزی با وجود ظاهر بدون تغییرش، رشد کرده باشد و شاید سازندگان این شخصیت در آینده او را به سنی برسانند که بخواهد ازدواج کند. با این وجود او تأکید می‌کند که این تخیل ماست که او را تغییر می‌دهد وگرنه فیزیک و ظاهر این عروسک همیشه به همین شکل باقی خواهد ماند.
این عروسک‌ساز در مورد چرایی شباهت بیشتر عروسک‌های جدید برنامه به کلاه‌قرمزی، حتی فامیل دور با آن سر طاس و سبیل، همهٔ آن‌ها را از یک قوم و محله می‌داند که شاید از نظر خونی نسبتی با هم نداشته باشند اما به قول پسرعمه زا آن‌ها از یک ده آمده‌اند. ده کلاه‌قرمزی‌آباد.

## فیلم‌های سینمایی

### کلاه‌قرمزی و پسرخاله
کلاه‌قرمزی و پسرخاله نخستین فیلم سینمایی ساخته شده براساس شخصیت کلاه‌قرمزی بود. این فیلم در سال ۱۳۷۳ اکران شد و در عرض حدود سه ماه با قیمت بلیط میانگین ۸۰ تومان توانست در اکران تهران به رقم ۱۷۱ میلیون تومان دست یابد؛ یعنی با احتساب میانگین بلیط ۵۰۰ تومانی در سال ۱۳۸۱ رقم فروش فیلم کلاه‌قرمزی و پسرخاله چیزی حدود ۱ میلیارد تومان و با در نظر گرفتن بلیط ۱۰۰۰۰ تومانی سال ۱۳۹۸ تقریباً ۴۰ میلیارد تومان می‌شود، پس می‌توان این فیلم را پرمخاطب‌ترین و پرفروش‌ترین فیلم تاریخ سینمای ایران قلمداد کرد. بنابران گفته می‌شود که این فیلم با احتساب تورم، پرفروش‌ترین فیلم تاریخ سینمای ایران بعد از انقلاب است.

### کلاه‌قرمزی و سروناز
کلاه‌قرمزی و سروناز دومین فیلم سینمایی براساس شخصیت کلاه‌قرمزی بود که در سال ۱۳۸۱ اکران شد. گفته می‌شود که با میانگین بهای بلیط ۵۵۰ تومان موفق شد نزدیک به ۵۵۰ میلیون تومان بفروشد و به پرفروش‌ترین فیلم سال ۸۱ تبدیل شود

### کلاه‌قرمزی و بچه‌ننه
کلاه‌قرمزی و بچه‌ننه سومین فیلم سینمایی بر اساس شخصیت کلاه‌قرمزی است که در ۲۷ مرداد ۱۳۹۱ اکران شد و در دو روز نخست در حالی بود که فقط در ۱۲ سینما در حال اکران بود توانست به فروش ۱۰۲ میلیون تومان دست یابد.
فیلم ضد گلوله که به‌طور هم‌زمان با این فیلم اکران شد، در ۱۸ سینما در روز نخست، نزدیک به پنج میلیون فروش داشته و بی‌خداحافظی، در ۱۹ سینما، ۹ میلیون تومان در روز اول فروخت. فیلم کلاه‌قرمزی و بچه ننه در مدت مشابه (روز اول اکران) در ۹ سینمایی که در اختیار داشت ۴۲ میلیون تومان فروش داشت.
کلاه‌قرمزی و بچه‌ننه ۱۱ روز پس از اکران، توانست از مرز ۱ میلیارد فروش بگذرد و این تنها آمار اکران شهر تهران بود و آمار شهرستان‌ها هنوز مشخص نبود. بسیاری از دست‌اندرکاران سینمای ایران پیش‌بینی می‌کردند که این فیلم پرفروش‌ترین فیلم سال بشود.

## دیدگاه منتقدان و دلایل محبوبیت
کلاه‌قرمزی پیش از محبوبیت در میان مخاطبان، محبوب سازندگانش است. عوامل پشت صحنهٔ این مجموعه همواره دنیا فنی‌زاده، عروسک‌گردان این شخصیت را دیده‌اند در پشت صحنه با کلاه‌قرمزی حرف می‌زند، او را نوازش می‌کند، موهایش را مرتب می‌کند و قربان‌صدقه‌اش می‌رود طوری‌که شاید برای دیگران عجیب به نظر برسد. فنی‌زاده که از نخستین روز معرفی کلاه‌قرمزی به مخاطب کودکی که امروز اوج جوانی‌اش را هم پشت سر گذاشته، با او همراه بوده، حس عاطفی‌اش به این شخصیت را بیشتر می‌بیند، گویی بچه‌اش باشد که بزرگ هم نمی‌شود و تنها خلق و خویش امروزی‌تر شده است. او هنوز هم مثل سال‌های دههٔ ۱۳۷۰ عاشقانه کلاه‌قرمزی را دوست دارد و برای گرداندنش مقابل دوربین مانند روزهای اول ذوق و شوق دارد. او معتقد است کلاه‌قرمزی عجیب‌ترین شخصیت عروسکی است که از همان اول بدون این که کسی بخواهد آمد و ماندگار شد. او می‌گوید جدای علاقه مخاطبان به کلاه‌قرمزی، این شخصیت برای گروه سازندهٔ برنامه نیز بسیار جذاب و دوست‌داشتنی‌ست و می‌گوید نه‌تنها خودش، بلکه از نظر دیگر سازندگان این برنامه از جمله ایرج طهماسب و حمید جبلی نیز کلاه‌قرمزی زنده است و جزئی از گروه تولید برنامه است. او به‌عنوان مثال، نقل قولی از ایرج طهماسب می‌آورَد که وقتی از او می‌پرسند امسال هم کلاه‌قرمزی برنامه دارد، می‌گوید: امان از دست این بچه، باید امسال هم برنامه داشته‌باشیم.
بسیاری از منتقدان یکی از دلایل موفقیت این مجموعه و این شخصیت را نوستالژی می‌دانند. به باور این منتقدان کلاه‌قرمزی نوستالژی نسلی است که بخش مهمی از زندگی‌اش را در برابر تلویزیون گذرانده است. اما منتقدانی هم هستند که معتقدند این تنها دلیل موفقیت این مجموعه نیست. به باور این منتقدان موفقیت این مجموعه اگر فقط به دلیل زنده‌کردن خاطرات بود هرگز نمی‌توانست به این خوبی با نسل‌های دیگر ارتباط برقرار کند. به باور این منتقدان برای تداوم موفقیت یک مجموعه نمی‌توان تنها با تکیه بر نوستالژی به جلو رفت. به باور این منتقدان شخصیت‌های این مجموعه بستر مناسبی را فراهم می‌کنند تا شوخی‌ها و طنز اجتماعی و گاه سیاسی در آن شکل بگیرد. مثل صحنه‌ای در کلاه‌قرمزی ۹۲ که در آن حراجی توسط عروسک‌های مجموعه راه می‌افتد و در آن فامیل دور در تماسی مداوم با صرافی‌ها مدام نرخ دلار را جویا می‌شد و قیمت اجناسش را در لحظه و به دلار اعلام می‌کرد.
محمدحسن ساکی، منتقد سینما ضمن تأکید بر این که کلاه‌قرمزی را نه فقط یک کاراکتر یا یک عروسک، بلکه پدیده‌ای فرهنگی می‌داند می‌گوید: «کلاه‌قرمزی نمونهٔ شاخص یک پسربچه است که می‌تواند در همهٔ نسل‌ها حضور داشته باشد. او پسری بازیگوش، شیطان، حاضرجواب و تنبل است. طبقهٔ اقتصادی روشنی هم ندارد. ویژگی‌هایی که به او این امکان را می‌دهد که در بین نسل‌ها حرکت کند… کلاه‌قرمزی فقط یک کاراکتر نیست؛ او حتی فقط یک عروسک نیست بلکه پدیده‌ای فرهنگی است. این را می‌توان به‌خوبی از موفقیت و میزان مخاطبش دریافت.» از دیدگاه این منتقد کلاه‌قرمزی حیات دارد و به مرور زمان بزرگ‌تر می‌شود؛ نکتهٔ مهمی که شاید در دیگر عروسک‌ها و حتی در خود آقای مجری هم دیده نشود. کلاه‌قرمزی یک کاراکتر ثابت نیست؛ او در طول زمان رشد کرده است به‌طوری‌که او که در ابتدا نمی‌توانست درست حرف بزند و حتی هنگام حرف‌زدن آبِ دهانش به صورت مخاطبش می‌ریخت کم‌کم تغییر کرد و بزرگ شد.
نیکو شریفی، روزنامه‌نگار، می‌نویسد: «شاید کلاه‌قرمزی (که پخش مجددش بعد از بیش از ده سال وقفه، در عید ۱۳۸۸ آغاز شد) تنها برنامه‌ای در تلویزیون باشد که بشود گفت به اندازهٔ برنامه ورزشی ۹۰ با تهیه‌کنندگی و اجرای عادل فردوسی‌پور مخاطب دارد. خیل عظیم کودکان و بزرگسالانی که این برنامه را در تلویزیون و اینترنت تماشا می‌کنند، و مهم‌تر، آن‌هایی که فقط همین برنامه را از بین برنامه‌های تلویزیون می‌پسندند شاهدی بر این ادعاست.»
منتقدان در مورد دلایل موفقیت این مجموعه نظرات مختلفی دارند. محمدحسن ساکی معتقد است این موفقیت مدیون استفادهٔ صحیح از کهن‌الگوها و روزآمدکردن آن‌هاست. او رابطهٔ میان کلاه‌قرمزی و آقای مجری را تابع کهن‌الگویی می‌داند که بر اساس آن روابط مرشد و بچه‌مرشد میانشان برقرار می‌شود. از دید او همان‌طور که بچه‌مرشد حرف‌های نامفهومی می‌زند و مرشد حرف‌های او را تعبیر می‌کند، کلاه‌قرمزی نیز خصوصاً در برنامه‌های ابتدایی‌اش خوب صحبت نمی‌کرد و باید حرف‌هایش توسط مجری دوباره بیان می‌شد. از دید این منتقد آن‌ها را می‌توان به سان نسخهٔ روزآمدی از نمایش اوستا و سیاه دید. شوخی‌ها و حاضرجوابی‌های سیاه در برابر صبر و متانت اوستا به نوعی در شخصیت مجری و کلاه‌قرمزی تکرار می‌شود.
از دیدگاه منتقدان رابطهٔ کلاه‌قرمزی و آقای مجری را می‌تواند رابطه‌ای پدر–فرزندی نیز در نظر گرفت. همان‌طور که بسیاری از کودکان خود را در شیطنت‌های کلاه‌قرمزی می‌یابند، بزرگترها نیز خود را در کالبد آقای مجری می‌یابند که پدری مهربان و دلسوز و صبور است که این موضوع باعث می‌شود مخاطبِ کلاه‌قرمزی نه‌فقط کودکان، که بزرگسالان نیز باشند. رابطهٔ این دو رابطه‌ای معلم-شاگردی نیست، یعنی چنین نیست که آقای مجری نصیحت کند و بچه‌ها خیلی زود قبول کنند؛ بلکه کلاه‌قرمزی و دیگر شخصیت‌های عروسکی این مجموعه گاه حرف‌ها و نصیحت‌های آقای مجری را قبول نمی‌کنند و او را به چالش می‌کشند. آقای مجری هم گاه از دست بچه‌ها حرصش می‌گیرد؛ درست مثل یک رابطهٔ پدر-فرزندیِ زنده و واقعی. از دیدگاه این منتقدان با وجودی که کلاه‌قرمزی حرف سیاسی نمی‌زند اما حرف‌هایش بیانگر خاطرات و حتی رنج‌های یک نسل است. کلاه‌قرمزی، مبارکِ مدرن است که در زبان طنز و کنایه واقعیت‌های مگوی جامعه را می‌گوید؛ نمادی از شوخ‌طبعیِ ایرانی که طلحکوار حرف خود را می‌زند و به حیاتش ادامه می‌دهد.
با این حال این مجموعه از همان ابتدای شروع به پخشش منتقدان بسیاری داشته و دارد. بسیاری از منتقدان این برنامه را به نداشتن کارشناس و متخصصان کودک متهم می‌کنند که باعث شده بدون توجه به نیازهای شناختی کودکان برای آنان برنامه بسازند به‌طوری‌که به باور این منتقدان در مجموعهٔ کلاه‌قرمزی نه تنها چنین چیزی را مشاهده نمی‌شود بلکه رفتارها و گفتارها مملو از آموزه‌های غلط است؛ صحبت‌های آقای مجری با عروسک‌ها پر از خشونت است، دائم بچه‌ها را دعوا و تحقیر می‌کند، امر و نهی می‌کند و به ندرت از آن‌ها تعریف می‌کند. به باور این منتقدان در این مجموعه بچه‌ها هم دائم دروغ می‌گویند، نقش بازی می‌کنند، چیزی را پنهان می‌کنند، کارهای غلط پنهانی انجام می‌دهند و به‌عنوان مثال زیادی شیرینی می‌خورند، کثیف‌کاری می‌کنند، یا خنگند و همه‌چیز را اشتباه می‌فهمند، اصطلاحات را اشتباه به کار می‌برند (که به باور این منتقدان این موضوع خودش آموزش غلط است به کودکان). از دیگر نقدها به این مجموعه استفادهٔ شخصیت‌ها از کلمات خشونت‌آمیز و درخواست انجام کارهای بزرگانه و نامتناسب با سن کودکان از آن‌ها نظیر بازکردن و شستن و نصب پرده‌ها برای خانه‌تکانی است.
در سری‌های اخیر مجموعهٔ «کلاه‌قرمزی» که کم‌کم و هر سال تعداد شخصیت‌ها بیشتر می‌شود نقش و حضور فعال کلاه‌قرمزی که نامش شناسنامهٔ کل مجموعه نیز هست کمرنگ‌تر شده است. این موضوع باعث انتقادهایی به این مجموعه شده است. با این وجود دنیا فنی‌زاده، عروسک‌گردان این شخصیت که از همان ابتدا با آن بوده معتقد است با توجه به تعدد شخصیت‌ها این اتفاق یک امر اجتناب‌ناپذیر است و به هر حال باید به همهٔ عروسک‌ها فرصت دیده‌شدن داد در حالی که زمان آیتم‌های برنامه نیز کوتاه است. سلیقهٔ شخصی فنی‌زاده در مورد برنامه این است که کلاه‌قرمزی در آیتم‌های دونفره مقابل آقای مجری ظاهر شود تا ضمن حفظ آن حال و هوای نوستالژیک برای مخاطب قدیمی برنامه، فرصت بهتری برای دیالوگ داشته باشد. با این وجود، نظر ایرج طهماسب این است که «کلاه‌قرمزی» یکی از معدود عروسک‌هایی باشد که در اغلب آیتم‌ها حضور دارد، حتی اگر تنها یک دیالوگ کوتاه سهم او بشود.

## محصولات فرهنگی و حضور در فرهنگ عامه
عروسک کلاه‌قرمزی در ایران به یک برند تبدیل شده است که در طول سالیان حضورش در حافظهٔ جمعی ایرانیان علاوه‌بر حضور در تلویزیون و سینما، به صورت عروسک و نوشت‌افزار و اسباب‌بازی نیز میان کودکان وجود داشته. با این وجود، تا پیش از بازگشت مجدد این مجموعه به تلویزیون در سال ۱۳۸۸ هنوز به صورت برندی انحصاری درنیامده بود. نخستین بار در روز پنج‌شنبه، ۱۸ مهر ۱۳۹۲ بود که در بیست و هفتمین جشنوارهٔ فیلم کودک و نوجوان در هتل کوثر اصفهان از عروسک‌ها، نوشت‌افزار این مجموعه به صورت رسمی رونمایی شد.
همچنین در روزهای ۱۵ تا ۲۱ مهر ۱۳۹۲ و هم‌زمان با هفتهٔ کودک شبکه ۲ سیمای جمهوری اسلامی ایران به مناسب بیست‌سالگی این شخصیت عروسکی جشنی برپا کرد.

## بازی‌های ویدئویی
یک بازی ویدئویی دویدنی براساس شخصیت کلاه قرمزی با نام TEHRUN 2 برای کامپیوتر و موبایل اندروید تولید و عرضه شده است.
یک بازی ویدئویی دیگر هم براساس شخصیت کلاه قرمزی با نام کلاه قرمزی:رویای شکلاتی توسط YC groups تولید و در سال ۱۳۹۴ در ایران برای پلتفرم کامپیوتر عرضه شده است.

## فیلم‌شناسی
برنامه‌های تلویزیونی
- کلاه‌قرمزی و جغجغه و فرفره (۱۳۷۱)[۱۶]
- صندوق پست (۱۳۷۲–۱۳۷۳)[۳۰]
- روز جهانی کودک و تلویزیون (۱۳۷۳)[۱۶]
- کلاه‌قرمزی و آقای مجری (۱۳۸۲)[۱۶]
- کلاه‌قرمزی ۸۸ (۱۳۸۸)
- کلاه‌قرمزی ۹۰ (۱۳۹۰)
- کلاه‌قرمزی ۹۱ (۱۳۹۱)
- کلاه‌قرمزی ۹۲ (۱۳۹۲)
- کلاه‌قرمزی ۹۳ (۱۳۹۳)
- کلاه قرمزی ۹۴ (۱۳۹۴)
- کلاه قرمزی ۹۷ (۱۳۹۷)

فیلم‌های سینمایی
- کلاه‌قرمزی و پسرخاله (۱۳۷۳)[۱۶]
- کلاه‌قرمزی و سروناز (۱۳۸۱)[۱۶]
- کلاه‌قرمزی و بچه‌ننه (۱۳۹۱)[۱۶]

شبکه نمایش خانگی
- کلاه قرمزی در فرنگ (۱۳۸۵)